# Foscolo Lombardi
Foscolo Lombardi (Firenze, 15 maggio 1895 – Firenze, 7 luglio 1973) è stato un politico e partigiano italiano, nel 1923 fu esonerato dall'impiego presso le Ferrovie dello Stato per la sua opposizione al fascismo Collaborò ai giornali La Difesa e Avanti!, lavorò presso la Casa Editrice Le Monnier.
Militante del Partito Socialista Italiano di Unità Proletaria (PSIUP), durante la guerra di liberazione rappresentò il suo partito nel Comitato Toscano di Liberazione Nazionale di cui fu segretario e, di conseguenza, coordinatore di tutto il lavoro organizzativo. Dopo la liberazione, nel 1946, fu vice segretario nazionale del PSIUP. Il 28 maggio 1956, Foscolo Lombardi fu eletto consigliere nel Consiglio Comunale di Firenze, per il Partito Socialista Italiano Divenne consigliere e segretario dell'Istituto Storico della Resistenza in Toscana dove è conservato il suo archivio e del quale egli fu uno dei fondatori, il 24 ottobre 1953.

## Alcuni scritti di Lombardi
Foscolo Lombardi scrisse
- Il socialismo fiorentino dall'azione clandestina agli albori della libertà Roma, 1944[6]
- Il C.T.L.N. Durante l'emergenza[7]